# TTV Metelen
Der TTV Metelen (offizieller Name Tischtennisverein Metelen 1946 e.V.) ist ein Tischtennisverein aus Metelen. Die Herrenmannschaft wurde einmal deutscher Mannschaftsmeister und zweimal deutscher Pokalsieger. Sie spielte mehrere Jahre in der Bundesliga. Derzeit (August 2016) sind fünf Herrenmannschaften (NRW-Liga bis 2. Kreisklasse), zwei Jungenmannschaften und ein Schülerteam aktiv.

## Geschichte
Der TTV Metelen wurde am 2. Juni 1946 (Fronleichnam) gegründet. Nach mehreren Aufstiegen erreichte die Herrenmannschaft 1950 die Oberliga, damals die höchste deutsche Spielklasse. Bei den deutschen Pokalspielen 1950 wurde sie Zweiter.
In den 1950er Jahren erzielten die Herren und die Jugendlichen zahlreiche Erfolge im Bereich des Westdeutschen Tischtennisverbandes WTTV. 1956 und 1958/59 belegte das Herrenteam bei den Deutschen Meisterschaften jeweils Platz drei. In der Saison 1957/58 wurden Josef Wenninghoff, Horst Langer und Klemens Tietmeyer Deutscher Pokalsieger. Ein Jahr später gewannen sie in der Besetzung Josef Wenninghoff, Horst Langer, Klemens Tietmeyer, Hugo Kramer, Paul Hegemann, Jürgen Langer und Hermann Wiedau die Deutsche Mannschaftsmeisterschaft. Für diese Erfolge wurde ihnen 1959 der Albrecht-Nicolai-Pokal verliehen. 1960 wurden die Herren Deutscher Vizemeister. Etwa 10 Jahre lang verlor Metelen in der Oberliga kein Heimspiel, ehe TuSA Düsseldorf im März 1962 mit einem 9:2-Sieg diese Erfolgsserie beendete.
Als 1966 die Bundesliga gegründet wurde, scheiterte der TTV Metelen in den Qualifikationsspielen. Erst am Ende der Saison 1967/68 erfolgte der Aufstieg in die Bundesliga. Dem Abstieg 1973 folgte der sofortige Wiederaufstieg. Allerdings reichte es 1974/75 nur zum letzten Platz. Aus finanziellen Gründen löste Metelen die Mannschaft auf und zog sich in die Bezirksklasse zurück.
Seitdem ist Metelen nicht mehr im Profibereich vertreten.